# August 1995
Acest articol este generat integral pe baza informațiilor din articolul 1995 și este actualizat periodic de un robot.
 Editările făcute în articol vor fi șterse la următoarea actualizare! Dacă doriți să faceți modificări, editați articolul-sursă.

ianuarie -
februarie -
martie -
aprilie -
mai -
iunie -
iulie -
august -
septembrie -
octombrie -
noiembrie -
decembrie
August 1995 a fost a opta lună a anului și a început într-o zi de marți.

## Evenimente
- 2 august: Atentat nereușit asupra președintelui Georgiei, Eduard Șevarnadze.
- 6 august: Mii de oameni marchează la Hiroshima, Nagasaki, Washington, D.C. și Tokyo comemorarea a 50 de ani de la lansarea bombei atomice.
- 18 august: Parchetul General a dispus începerea acțiunii penale și trimiterea în judecată a directorului ziarului Ziua, Sorin Roșca Stănescu, și a redactorului Cristian Ardeleanu pentru infracțiunea de ofensă adusă autorității. Ziarul Ziua a susținut că președintele țării, Ion Iliescu, a făcut parte din structurile KGB.[1]
- 24 august: Microsoft lansează Windows 95.
- 30 august: NATO începe bombardarea pozițiilor armatei sârbilor bosniaci.

## Decese
Thomas Brimelow, Baron Brimelow, 79 ani, politician britanic (n. 1915)
Gilberto Bernardini, 88 ani, fizician italian (n. 1906)
Kurt Becher (Kurt Andreas Ernst Becher), 85 ani, militar german (n. 1909)
Nicolae Oblu, 83 ani, medic neurochirurg român (n. 1912)
Alonzo Church, 92 ani, matematician american (n. 1903)
Jaroslav Papoušek, 66 ani, regizor, scenarist și actor ceh (n. 1929)
John Brunner, scriitor (n. 1934)
Michael Ende (Michael Andreas Helmuth Ende), 71 ani, scriitor german (n. 1929)
Agepê (n. Antônio Gilson Porfírio), 53 ani, compozitor și cântăreț brazilian (n. 1942)
Fischer Black, 57 ani, economist american (n. 1938)